# Epichorista samata
Epichorista samata es una especie de polilla del género Epichorista, categorizada en la tribu Archipini, de la subfamilia Tortricinae.

## Distribución
Se distribuye por Oceanía: en Nueva Guinea, en el golfo de Huon.

## Taxonomía
Fue descrita por Alexey Diakonoff en 1941.
Tratamiento taxonómico
La especie aparece registrada y publicada en Treubia 18: 41.